# Castañeiras
Castañeiras es una localidad española perteneciente al municipio de Balboa, en la provincia de León, comunidad autónoma de Castilla y León. Se encuentra en la comarca de El Bierzo, siendo el último pueblo antes de entrar en la provincia de Lugo. Se habla castellano y gallego.
Situado casi en el Puerto del Portelo, las localidades más cercanas son Comeal (deshabitado), Parajís (1,4 km) y Villanueva (Balboa) (1,4 km). Se sitúa a unos 13 km de Balboa.
Castañeiras era conocida por una leyenda (como muchas similares en El Bierzo) que hablaba de un yugo de oro enterrado en las cercanías, relacionada con los moros y sus tesoros (los moros no eran tales, sino un tipo de seres legendarios) y el lugar donde vivían: la Cortiña de los mouros.

## Comunicaciones
- Carretera : CV-125-4 -> LE-723

- Datos: Q5049631